# Raymond Buckland
Raymond Buckland, conosciuto anche come Ray Buckland (Londra, 31 agosto 1934 – 27 settembre 2017), è stato un saggista, sacerdote ed esponente di spicco della wicca britannico, fondatore nel 1973 della Seax Wica.

## Biografia
Cresciuto in una famiglia di fede anglicana, sviluppa un forte interesse per l'occultismo fin dall'età di dodici anni. Studia al King's College di Londra e al Brantridge Forest College nel Sussex, dove si laurea in antropologia. Tra il 1957 e il 1959 presta servizio militare nella Royal Air Force. 
Il suo primo incontro con Gerald Gardner, colui che nel 1954 rese pubblica la prima tradizione wiccan, quella appunto gardneriana, risale al 1963, al quale seguì l'iniziazione nel successivo 1964 ad opera di Monique Wilson, una delle alte sacerdotessa iniziate da Gerald Gardner. Nel 1962 si trasferisce negli Stati Uniti con la moglie Tara, dove è il primo wiccan a adoperarsi per la diffusione dell'antica religione negli USA, diventando di fatto il "padre" della wicca statunitense.
Nel 1973 Buckland lascia la tradizione gardneriana per fondare, con l'aiuto della moglie Tara, una propria tradizione, la Seax Wica, i cui insegnamenti e la cui liturgia sono principalmente contenuti nel suo libro The Tree. È considerato un leader importante per l'intero movimento neopagano.

## Opere
È uno degli autori wiccan più prolifici e autorevoli. Innumerevoli sono i suoi libri, non solo sulla wicca, ma anche su svariati altri temi esoterici:
- The Tree, Weiser Books, 1974. ISBN 0877282587
- The Witch Book, Visible Ink Press, 2001. ISBN 1578591147
- Advanced Candle Magick: More Spells and Rituals for Every Purpose, Llewellyn Publications, 2002. ISBN 1567181031
- Practical Candleburning Rituals: Spells and Rituals for Every Purpose, Llewellyn Publications, 2002. ISBN 0875420486
- Buckland's Complete Book of Witchcraft, Llewellyn Publications, 2002. ISBN 0875420508
- Signs, Symbols and Omens: An Illustrated Guide to Magical and Spiritual Symbolism, Llewellyn Publications, 2003. ISBN 073870234X
- Wicca For Life: The Way of the Craft - From Birth to Summerland, Citadel, 2003.ISBN 0806524553
- Buckland's Book of Spirit Communication, Llewellyn Publications, 2004. ISBN 0738703990
- Wicca For One: The Path Of Solitary Witchcraft, Citadel, 2004. ISBN 0806525541
- Buckland's Book of Saxon Witchcraft, Weiser Books, 2005. ISBN 1578633281
- Scottish Witchcraft and Magick: The Craft of the Picts, Llewellyn Publications, 2005. ISBN 073870850X

In Italia sono stati pubblicati:
- Guida pratica alla comunicazione con gli spiriti, Hermes, 2002
- Il libro delle streghe, Armenia, 2003
- Wicca, Fonte di vita, Armenia Edizioni, 2011